# Władimir Szubrikow
Władimir Pietrowicz Szubrikow (ros. Владимир Петрович Шубриков, ur. 8 marca 1893 (według innych informacji w 1895) we Władykaukazie, zm. 30 października 1937) – radziecki działacz partyjny.

## Życiorys
Kształcił się we władykaukaskim seminarium duchownym, od 1907 pracował w przedsiębiorstwach cukierniczych we Władykaukazie, Baku, Moskwie, Rostowie nad Donem, Tbilisi i Piatigorsku. W 1914 powołany do armii, ukończył szkołę chorążych w Tbilisi, prowadził rewolucyjną propagandę w oddziałach wojskowych na Kaukazie. W listopadzie 1917 wstąpił do SDPRR(b), brał udział w formowaniu oddziałów Czerwonej Gwardii, następnie brał udział w wojnie domowej na Kaukazie jako wojenkom (wojskowy komisarz) 1 Armeńskiej Brygady Piechoty 1 Armii. 1921-1922 pracownik Kaspijskiej Morskiej Czeki, 1922-1923 sekretarz odpowiedzialny Komitetu Okręgowego RKP(b) w Derbencie, 1923-1926 studiował na Komunistycznym Uniwersytecie im. Swierdłowa. Od 1926 do czerwca 1927 instruktor i zastępca kierownika Wydziału Agitacyjno-Propagandowego Środkowoazjatyckiego Biura KC WKP(b), od 27 czerwca 1927 do 29 sierpnia 1929 I sekretarz Kirgiskiego Komitetu Obwodowego WKP(b), od czerwca 1929 do czerwca 1930 kierownik wydziału i zastępca sekretarza odpowiedzialnego Środkowoazjatyckiego Biura KC WKP(b). Od 13 czerwca 1930 do 9 października 1932 II sekretarz Środkowo-Wołżańskiego Komitetu Krajowego WKP(b), od 9 października 1932 do 13 marca 1937 I sekretarz Środkowo-Wołżańskiego Komitetu Krajowego/Kujbyszewskiego Krajowego/Kujbyszewskiego Obwodowego Komitetu WKP(b), od 10 lutego 1934 do 12 października 1937 zastępca członka KC WKP(b), od kwietnia do 23 sierpnia 1937 II sekretarz Zachodniosyberyjskiego Komitetu Obwodowego WKP(b). Odznaczony Orderem Lenina (15 marca 1935) i Orderem Czerwonego Sztandaru.
9 sierpnia 1937 aresztowany, 29 października 1937 skazany na śmierć przez Kolegium Wojskowe Sądu Najwyższego ZSRR i następnego dnia rozstrzelany. 11 lipca 1956 pośmiertnie zrehabilitowany.